# Isole della Sicilia
(Art. 1 dello statuto speciale della Regione Siciliana)
Le isole della Sicilia sono territori costituiti dagli arcipelaghi e dalle isole sparse che, insieme con l'isola di Sicilia, costituiscono il territorio amministrato della Regione Siciliana, nell'Italia insulare. Esse costituiscono circa l'1,11% di tutta la superficie regionale (circa 285,4 km² su 25.711 km² totali).
Compresa l'isola di Sicilia, vi sono 19 isole abitate, per un totale di 4 840 876 abitanti (33 172 nelle sole isole minori): tra le sole isole «circumsiciliane», la più estesa è Pantelleria con 84,55 km².
I principali gruppi di isole del grande arcipelago della Sicilia sono le Eolie, le Egadi e le Pelagie; le isole dello Stagnone e le isole Ciclopi, invece, costituiscono due piccoli arcipelaghi rispettivamente a ovest e a est dell'isola siciliana, di fronte alle coste di Marsala, nel trapanese, e di Aci Trezza, nel catanese.
Ustica e Pantelleria, nel mar Tirreno e nel canale di Sicilia, formano due distinti comuni della città metropolitana di Palermo e del libero consorzio comunale di Trapani. I centri storici di Siracusa e Augusta, nel siracusano, sono situati su due isole collegate alla terraferma.
Sono collegate all'arcipelago siciliano, da un punto di vista geografico e storico, anche le isole Calipsee, formanti la Repubblica di Malta; al contrario, le Pelagie (in particolare le isole di Lampedusa e Lampione) rappresentano un territorio periferico della Repubblica Italiana, trovandosi, geograficamente, nel continente africano.

## Geografia fisica

### Isole sparse
| Nome              | Arcipelago | Provincia  | Comune      | Superficie (km²) | Abitanti  | Densità (ab./km²) | Immagine |
| ----------------- | ---------- | ---------- | ----------- | ---------------- | --------- | ----------------- | -------- |
| Sicilia           |            | 9 province | 382 comuni  | 25460            | 4.800.000 | 195,45            |          |
| Ustica            |            | Palermo    | Ustica      | 8,6              | 1.308     | 164,81            |          |
| Isola delle Palme |            | Siracusa   | Augusta     | 1,21             | 10.269    | 8.476,9           |          |
| Ortigia           |            | Siracusa   | Siracusa    | 0,604            | 4.269     | 7.067,8           |          |
| Pantelleria       |            | Trapani    | Pantelleria | 84,5             | 7.839     | 92,76             |          |

### Arcipelaghi

#### Isole Eolie
| Nome           | Arcipelago  | Provincia | Comune                           | Superficie (km²) | Abitanti   | Densità (ab./km²) | Immagine |
| -------------- | ----------- | --------- | -------------------------------- | ---------------- | ---------- | ----------------- | -------- |
| Alicudi        | Isole Eolie | Messina   | Lipari                           | 5,2              | 100        | 20,19             |          |
| Filicudi       | Isole Eolie | Messina   | Lipari                           | 9,5              | 235        | 24,73             |          |
| Salina         | Isole Eolie | Messina   | Leni, Malfa, Santa Marina Salina | 27               | 2.350      | 87,03             |          |
| Lipari         | Isole Eolie | Messina   | Lipari                           | 37               | 9.300      | 251,35            |          |
| Vulcano        | Isole Eolie | Messina   | Lipari                           | 21,2             | 95         | 4,48              |          |
| Panarea        | Isole Eolie | Messina   | Lipari                           | 3,4              | 350        | 102,94            |          |
| Stromboli      | Isole Eolie | Messina   | Lipari                           | 12,6             | 500        | 39,68             |          |
| Lisca Bianca   | Isole Eolie | Messina   | Lipari                           | 0,0413           | disabitata | 0                 |          |
| Basiluzzo      | Isole Eolie | Messina   | Lipari                           | 0,29             | disabitata | 0                 |          |
| Strombolicchio | Isole Eolie | Messina   | Lipari                           | 0,003            | disabitata | 0                 |          |

#### Isole Egadi
| Nome      | Arcipelago  | Provincia | Comune    | Superficie (km²) | Abitanti   | Densità (ab./km²) | Sviluppo costiero (km) | Immagine |
| --------- | ----------- | --------- | --------- | ---------------- | ---------- | ----------------- | ---------------------- | -------- |
| Favignana | Isole Egadi | Trapani   | Favignana | 19,8             | 3.500      | 176,76            |                        |          |
| Marettimo | Isole Egadi | Trapani   | Favignana | 12               | 300        | 25                |                        |          |
| Levanzo   | Isole Egadi | Trapani   | Favignana | 5,82             | 450        | 77,31             |                        |          |
| Maraone   | Isole Egadi | Trapani   | Favignana | 0,05             | disabitata | 0                 |                        |          |
| Formica   | Isole Egadi | Trapani   | Favignana | 0,4              | 1          | 2,5               |                        |          |
| Preveto   | Isole Egadi | Trapani   | Favignana | 0,057            | disabitata | 0                 | 1,28                   |          |

#### Isole dello Stagnone
| Nome                         | Arcipelago           | Provincia | Comune  | Superficie (km²) | Abitanti   | Densità (ab./km²) | Sviluppo costiero (km) | Immagine |
| ---------------------------- | -------------------- | --------- | ------- | ---------------- | ---------- | ----------------- | ---------------------- | -------- |
| Isola Grande                 | Isole dello Stagnone | Trapani   | Marsala | 1,197            | disabitata | 0                 | 17,129                 |          |
| La Scuola (La Scola, Schola) | Isole dello Stagnone | Trapani   | Marsala | 0,004 circa      | disabitata | 0                 | 0,246                  |          |
| San Pantaleo (Mozia)         | Isole dello Stagnone | Trapani   | Marsala | 0,45             | 10         | 22,22             | 2,560                  |          |
| Santa Maria                  | Isole dello Stagnone | Trapani   | Marsala |                  | disabitata | 0                 | 3,270                  |          |

#### Isole Pelagie
| Nome                      | Arcipelago    | Provincia | Comune             | Superficie (km²) | Abitanti   | Densità (ab./km²) | Sviluppo costiero (km) | Immagine |
| ------------------------- | ------------- | --------- | ------------------ | ---------------- | ---------- | ----------------- | ---------------------- | -------- |
| Lampedusa                 | Isole Pelagie | Agrigento | Lampedusa e Linosa | 20               | 4.500      | 225               |                        |          |
| Linosa                    | Isole Pelagie | Agrigento | Lampedusa e Linosa | 5                | 450        | 90                |                        |          |
| Isola dei Conigli         | Isole Pelagie | Agrigento | Lampedusa e Linosa | 0,044            | disabitata | 0                 |                        |          |
| Lampione                  | Isole Pelagie | Agrigento | Lampedusa e Linosa | 0,036            | disabitata | 0                 |                        |          |
| Faraglione del Sacramento | Isole Pelagie | Agrigento | Lampedusa e Linosa |                  | disabitata | 0                 |                        |          |

#### Isole Ciclopi
| Nome                                                             | Arcipelago    | Provincia | Comune       | Superficie (km²) | Abitanti | Immagine |
| ---------------------------------------------------------------- | ------------- | --------- | ------------ | ---------------- | -------- | -------- |
| Isola Lachea (Isola di Trezza)                                   | Isole Ciclopi | Catania   | Aci Castello | 0,02             | 2        |          |
| Faraglione Grande (Isola dei Ciclopi, Faraglione di Santa Maria) | Isole Ciclopi | Catania   | Aci Castello |                  |          |          |
| Faraglione di Mezzo                                              | Isole Ciclopi | Catania   | Aci Castello |                  |          |          |
| Faraglione degli Uccelli                                         | Isole Ciclopi | Catania   | Aci Castello |                  |          |          |

### Isole minori

#### Isole minori e faraglioni
| Nome e note                          | Arcipelago    | Provincia | Comune                    | Immagine |
| ------------------------------------ | ------------- | --------- | ------------------------- | -------- |
| Scoglio del Medico                   |               | Palermo   | Ustica                    |          |
| Scoglio Colombara                    |               | Palermo   | Ustica                    |          |
| Scoglio Pastizza                     |               | Palermo   | Ustica                    |          |
| Isola delle Femmine                  |               | Palermo   | Isola delle Femmine       |          |
| Faraglioni di Terrasini              |               | Palermo   | Terrasini                 |          |
| Scoglio Formica                      |               | Palermo   | Santa Flavia              |          |
| Scoglio Galera                       | Isole Eolie   | Messina   | Lipari                    |          |
| Scoglio Palomba                      | Isole Eolie   | Messina   | Lipari                    |          |
| Scoglio Giafante                     | Isole Eolie   | Messina   | Lipari                    |          |
| La Canna                             | Isole Eolie   | Messina   | Lipari                    |          |
| Scoglio di Montenassari              | Isole Eolie   | Messina   | Lipari                    |          |
| Scoglio la Mitra                     | Isole Eolie   | Messina   | Lipari                    |          |
| Scoglio Notaro                       | Isole Eolie   | Messina   | Lipari                    |          |
| Scoglio della Fortuna                | Isole Eolie   | Messina   | Lipari                    |          |
| Scoglio Cuddura                      | Isole Eolie   | Messina   | Lipari                    |          |
| Scoglio Faraglione                   | Isole Eolie   | Messina   | Malfa                     |          |
| Scoglio Imerata                      | Isole Eolie   | Messina   | Lipari                    |          |
| Pietra del Bagno                     | Isole Eolie   | Messina   | Lipari                    |          |
| Le Formiche di Lipari                | Isole Eolie   | Messina   | Lipari                    |          |
| La Mummia                            | Isole Eolie   | Messina   | Lipari                    |          |
| Pietra Lunga                         | Isole Eolie   | Messina   | Lipari                    |          |
| Pietra Menalda                       | Isole Eolie   | Messina   | Lipari                    |          |
| Scoglio delle Sirene                 | Isole Eolie   | Messina   | Lipari                    |          |
| Pietra Quaglietto (Pietra Quaedri)   | Isole Eolie   | Messina   | Lipari                    |          |
| Scoglio la Nave (La Nave di Panarea) | Isole Eolie   | Messina   | Lipari                    |          |
| Scoglio Bastimento                   | Isole Eolie   | Messina   | Lipari                    |          |
| Le Formiche di Panarea               | Isole Eolie   | Messina   | Lipari                    |          |
| Dattilo                              | Isole Eolie   | Messina   | Lipari                    |          |
| Panarelli                            | Isole Eolie   | Messina   | Lipari                    |          |
| Lisca Nera                           | Isole Eolie   | Messina   | Lipari                    |          |
| Bottaro                              | Isole Eolie   | Messina   | Lipari                    |          |
| Scoglio Spinazzola                   | Isole Eolie   | Messina   | Lipari                    |          |
| Scoglio San Biagio                   |               | Messina   | Caronia                   |          |
| Scoglio di Brolo                     |               | Messina   | Brolo                     |          |
| Pietra di Patti                      |               | Messina   | Patti                     |          |
| Scoglio di Patti                     |               | Messina   | Patti                     |          |
| Le Tre Pietracce                     |               | Messina   | Milazzo                   |          |
| Scoglio della Portella               |               | Messina   | Milazzo                   |          |
| Isola Bella                          |               | Messina   | Taormina                  |          |
| Isola di Torre Avalos                |               | Siracusa  | Augusta                   |          |
| Isola di Vittoria Garcia             |               | Siracusa  | Augusta                   |          |
| Scoglio Due Fratelli                 |               | Siracusa  | Siracusa                  |          |
| Scoglio a Pizzo                      |               | Siracusa  | Siracusa                  |          |
| Scoglio dei Cani                     |               | Siracusa  | Siracusa                  |          |
| Scogli Castelluccio                  |               | Siracusa  | Siracusa                  |          |
| Scoglio Galera                       |               | Siracusa  | Siracusa                  |          |
| Scoglio Milocca                      |               | Siracusa  | Siracusa                  |          |
| Isola di Ognina                      |               | Siracusa  | Siracusa                  |          |
| Isola Vendicari                      |               | Siracusa  | Noto                      |          |
| Isola Piccola (Marzamemi)            |               | Siracusa  | Pachino                   |          |
| Isola Grande (Marzamemi)             |               | Siracusa  | Pachino                   |          |
| Isola di Capo Passero                |               | Siracusa  | Portopalo di Capo Passero |          |
| Isola delle Correnti                 |               | Siracusa  | Portopalo di Capo Passero |          |
| Isolotto di Iannuzzo                 |               | Ragusa    | Ispica                    |          |
| Isola dei Porri                      |               | Ragusa    | Ispica                    |          |
| Faraglioni di Ciriga                 |               | Ragusa    | Ispica                    |          |
| Rocca San Nicola                     |               | Agrigento | Licata                    |          |
| Scogli Guicciarda                    |               | Agrigento | Realmonte                 |          |
| Scoglio di Pietra Patella            |               | Agrigento | Palma di Montechiaro      |          |
| Faraglioni di Linosa                 | Isole Pelagie | Agrigento | Lampedusa e Linosa        |          |
| Scogli dei Bovi Marini               | Isole Pelagie | Agrigento | Lampedusa e Linosa        |          |
| Scoglio Pignolta                     | Isole Pelagie | Agrigento | Lampedusa e Linosa        |          |
| Scoglio del Sacramento               | Isole Pelagie | Agrigento | Lampedusa e Linosa        |          |
| Faraglione                           | Isole Pelagie | Agrigento | Lampedusa e Linosa        |          |
| Faraglione Tracino                   |               | Trapani   | Pantelleria               |          |
| Scoglio di Punta del Duce            |               | Trapani   | Pantelleria               |          |
| Scogli del Formaggio                 |               | Trapani   | Pantelleria               |          |
| Faraglione Dietro l'Isola            |               | Trapani   | Pantelleria               |          |
| Galera della Salina                  |               | Trapani   | Pantelleria               |          |
| Gli Scoglietti                       |               | Trapani   | Pantelleria               |          |
| La Galera                            |               | Trapani   | Pantelleria               |          |
| Scoglio Scibiliana                   |               | Trapani   | Petrosino                 |          |
| Isola Galeotta                       | Isole Egadi   | Trapani   | Favignana                 |          |
| Isola Galera                         | Isole Egadi   | Trapani   | Favignana                 |          |
| Scoglio Correnti                     | Isole Egadi   | Trapani   | Favignana                 |          |
| Scoglio Cammello                     | Isole Egadi   | Trapani   | Favignana                 |          |
| Scoglio Palumbo                      | Isole Egadi   | Trapani   | Favignana                 |          |
| Il Faraglione                        | Isole Egadi   | Trapani   | Favignana                 |          |
| Isola della Colombaia                |               | Trapani   | Trapani                   |          |
| Scoglio Palumbo                      |               | Trapani   | Trapani                   |          |
| Sant'Antonio                         |               | Trapani   | Trapani                   |          |
| Scoglio Malconsiglio                 |               | Trapani   | Trapani                   |          |
| Scogli Porcelli                      | Isole Egadi   | Trapani   | Trapani                   |          |
| Isola Asinelli                       |               | Trapani   | Erice                     |          |
| Scoglio Scialandro                   |               | Trapani   | Custonaci                 |          |
| Faraglioni di Scopello               |               | Trapani   | Castellammare del Golfo   |          |

### Isole Calipsee

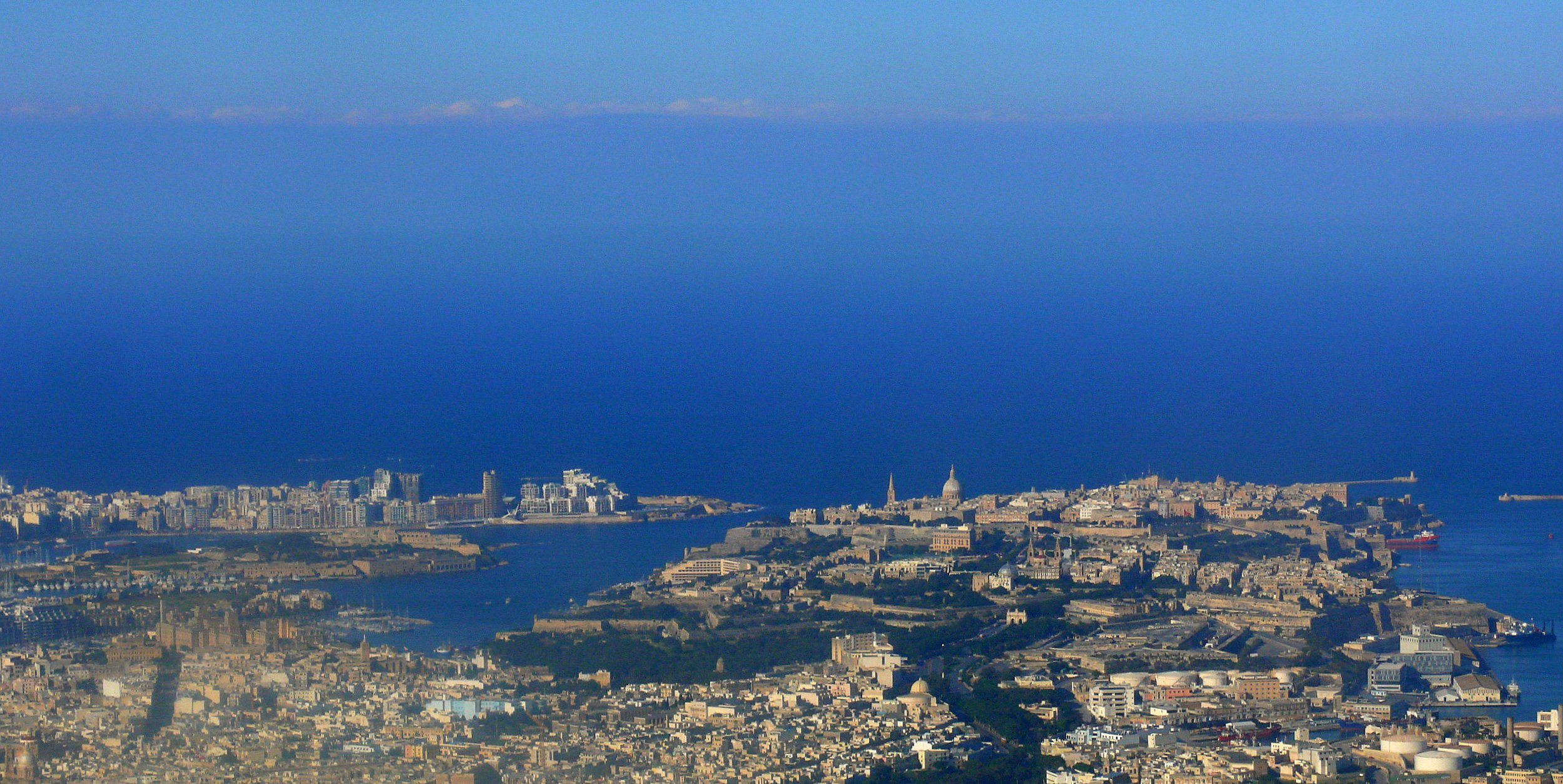
L'arcipelago maltese e, sullo sfondo, l'isola di Sicilia

Sono considerate isole minori della Sicilia, da un punto di vista geografico e storico, anche le isole Calipsee, formanti l'arcipelago maltese.
L'arcipelago è composto da tre isole maggiori (Malta, Gozo e Comino), due isolette (Cominotto e Filfola) e tutta una serie di scogli, i cui più rilevanti sono le cosiddette Isole di San Paolo, tutti facenti parte della regione geografica italiana.

### Lingue e dialetti

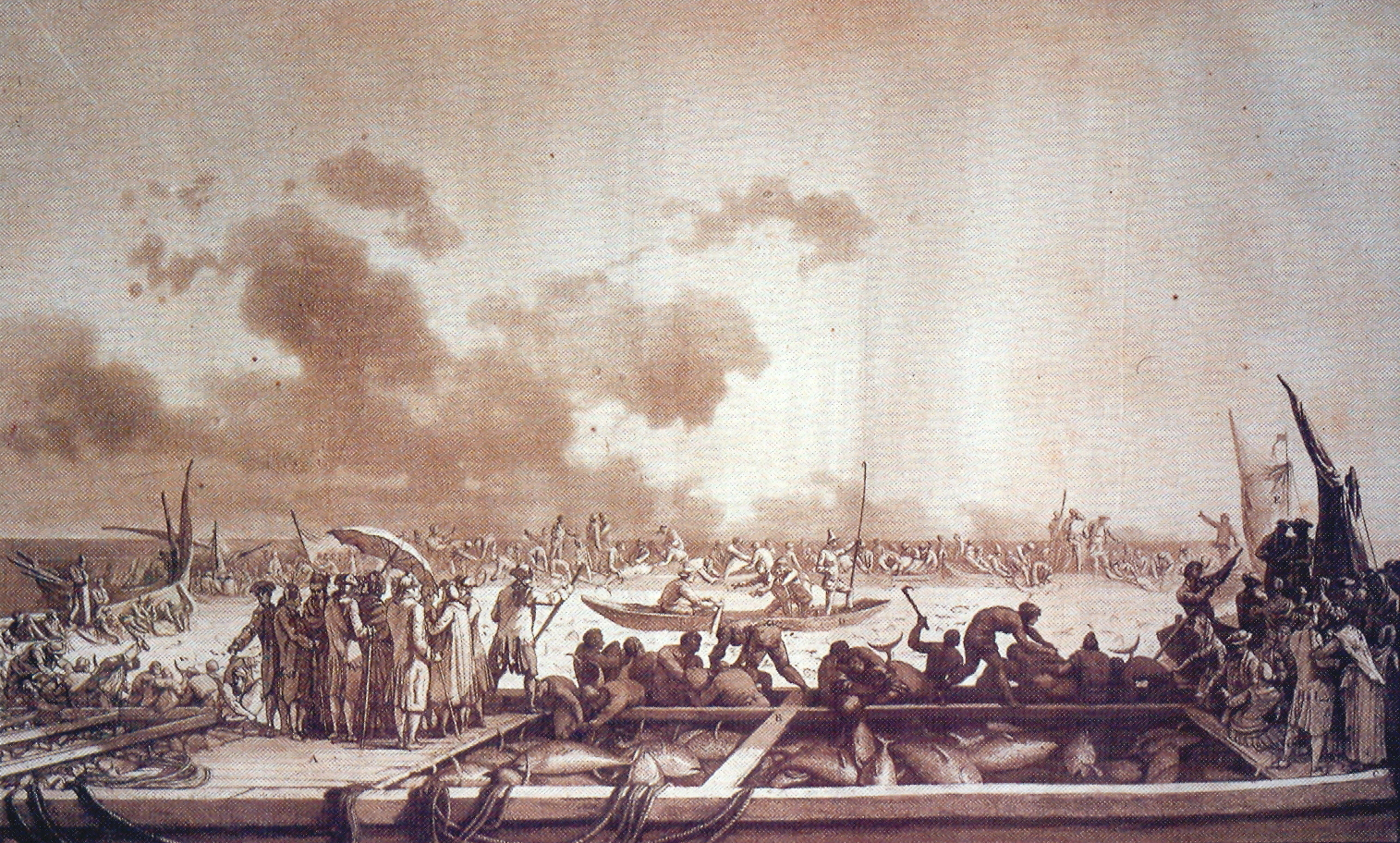
La pêche du thon (La pesca del tonno), acquaforte di Jean-Pierre Houël, 1782

## Società

### Tradizioni e folclore
Le isole siciliane sono animate da una serie di feste religiose e popolari che scandiscono in particolar modo le settimane dei mesi estivi. I borghi delle Eolie celebrano diverse feste patronali, intrise di religiosità popolare mista al profano, come nel caso della festa di San Gaetano, patrono di Acquacalda (frazione di Lipari), durante la quale a momenti di devozione sono alternate degustazioni di pesce locale.
Degne di nota anche la festa della Madonna del Terzito, nell'isola di Salina, il cui culto risale al protocristianesimo, e la festa di San Martino a Lipari, nella prima metà di novembre, all'interno della quale si svolge la Sagra del Pane e del Vino, fortemente legata alle tradizioni del mondo contadino.
Non mancano rituali legati alla vita di mare: emblematico è il caso della mattanza, a cui si può assistere presso la tonnara Florio dell'isola di Favignana: si svolge, solitamente, con cadenza bisettimanale, soprattutto nei mesi di maggio e giugno.

## Geografia politica

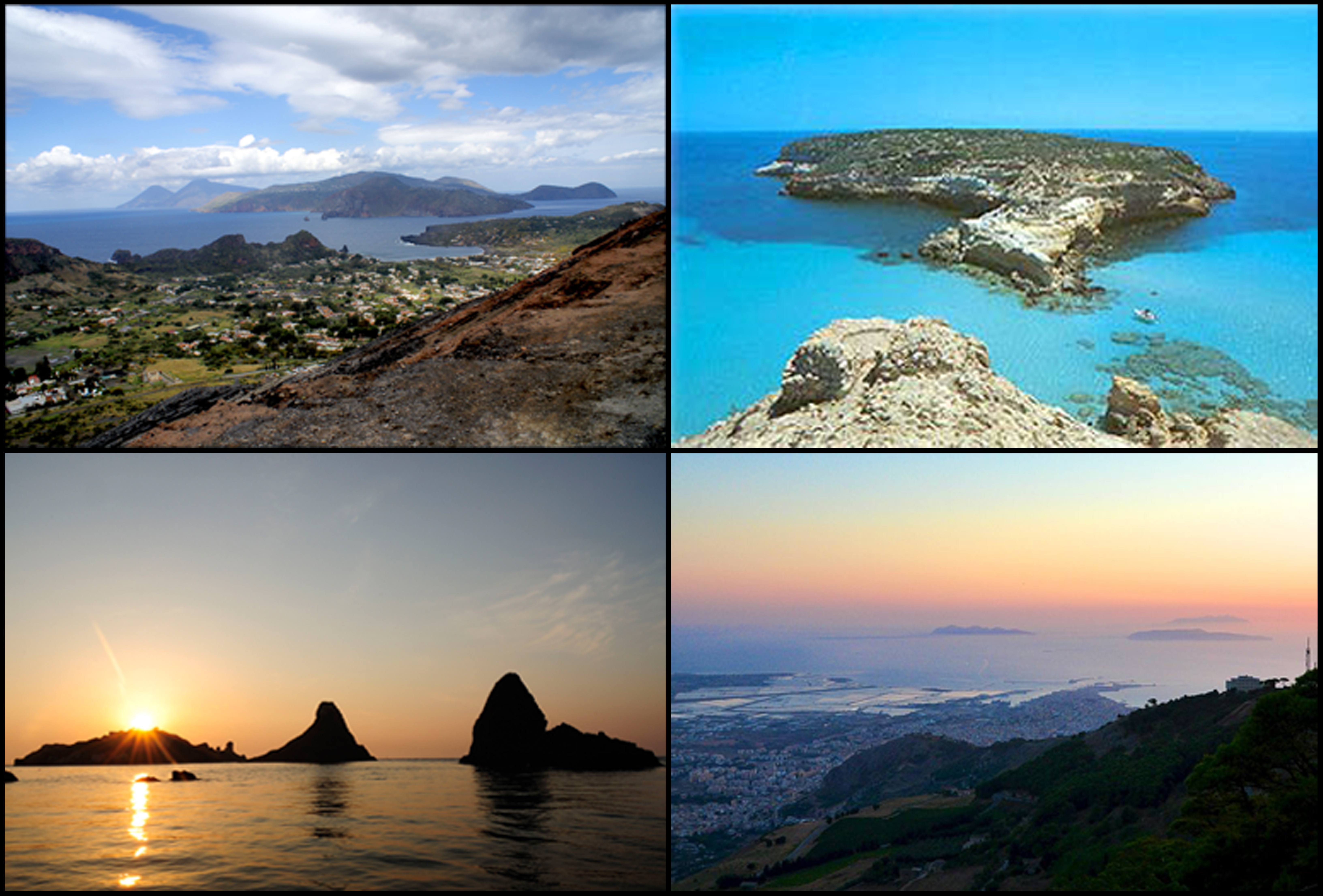
Dall'alto a sinistra, in senso orario: le isole Eolie viste dal cratere di Vulcano; l'isola dei Conigli, presso Lampedusa; le Egadi viste da Erice; le isole Ciclopi all'alba

Amministrativamente, sono 8 i comuni ricadenti nelle isole minori della Sicilia, 5 dei quali completamente insulari:
- Favignana, nelle isole Egadi, nel libero consorzio comunale di Trapani;
- Lampedusa e Linosa, nelle isole Pelagie, nel libero consorzio comunale di Agrigento;
- Lipari, nelle isole Eolie (eccetto Salina), nella città metropolitana di Messina;
- Pantelleria, nell'omonima isola, nel libero consorzio comunale di Trapani;
- Ustica, nell'omonima isola, nella città metropolitana di Palermo.

Nell'isola di Salina, nella città metropolitana di Messina, si trovano i comuni di:
- Leni;
- Malfa;
- Santa Marina Salina.

## Lista delle isole della Sicilia
Segue una lista delle 105 isole della Sicilia (tra isole maggiori, isolotti, scogli e faraglioni) censite dal Sicilian Island Award (S.I.A.) come valid islands (isole riconosciute dal regolamento dello IOTA).
- Faraglione di Dietro Isola
- Faraglione di Tracino
- Galera della Salina
- Gli Scoglietti
- Panarelli
- Il Faraglione
- Isola Alicudi
- Isola di Basiluzzo
- Faraglioni dei Ciclopi
- Isola dei Ciclopi
- Isola dei Conigli
- Isola Filicudi
- Isola Lachea[18]
- Isola di Lampedusa
- Isola Lampione
- Isola di Linosa
- Isola di Lipari
- Isola di Panarea
- Isola di Bottaro
- Isola di Dattilo
- Isola di Lisca Bianca
- Isola di Lisca Nera
- Isola di Salina
- Isola di Stromboli
- Isola di Strombolicchio
- Isola di Vulcano
- Isola Bella
- Isola di Ustica
- Isola delle Femmine
- Isola dei Porri
- Isola di Sicilia
- Isola delle Correnti
- Isola di Capo Passero
- Isola di Vendicari
- Isola Grande di Marzamemi
- Isola di Ortigia
- Isola Piccola di Marzamemi
- Isola di Ognina
- Isola delle Palme
- Scoglio dei Cani
- Isola di Vittoria Garcia
- Isola di Pantelleria
- Isola Formica
- Isola Galeotta
- Isola Maraone
- Isolotto Preveto
- Isola di Levanzo
- Isola di Marettimo
- Isola di Favignana
- Isola di Torre Avalos
- Scoglio della Formica

- Isola Galera
- Isola Asinelli
- Isola della Colombaia
- Isola Santa Maria
- Isola Lunga o Grande
- Isola La Scuola
- Isola di San Pantaleo o Mozia
- La Canna
- Le Formiche di Lipari
- Le Formiche di Panarea
- Le Pietre Nere
- Pietra del Bagno
- Pietra Lunga
- Pietra Menalda
- Scoglio di Pietra Patella
- Pietra Quaglietto[19]
- Scogli Castelluccio
- Scogli del Formaggio
- Scogli Guicciarda
- Scogli Porcelli
- Scoglio a Pizzo
- Scoglio Bastimento
- Scoglio Cammello
- Scoglio Colombara
- Scoglio Correnti
- Scoglio del Carabiniere o dei Cappuccini
- Scoglio Maltese
- Scoglio del Medico
- Scoglio delle Sirene
- Scoglio dello Zio Gennaro
- Scoglio di Milocca
- Scoglio di Brolo
- Scoglio di Montenassari
- Pietra di Patti
- Scoglio di Patti
- Scoglio di Punta del Duce
- Scoglio Due Fratelli
- Scoglio Faraglione o Pollara
- Scoglio Formica
- Scoglio La Galera
- Scoglio Galera
- Scoglio Giafante
- Scoglio Iannuzzo
- Scoglio Imerata o del Carabiniere
- Scoglio Jalera
- Scoglio la Nave
- Scoglio Malconsiglio
- Scoglio Palomba
- Scoglio di San Biagio
- Scoglio Scialandro
- Scoglio Scibiliana
- Scoglio Spinazzola
- Scoglio delle Sirene
- Scoglio Palumbo (Favignana)

### Isole per superficie
- Isola di Sicilia,  Sicilia[20], 25.460 km²
- Isola di Pantelleria,  Trapani, 83 km²
- Isola di Lipari,  Messina, 37 km²
- Isola di Salina,  Messina, 27 km²
- Isola di Vulcano,  Messina, 21 km²
- Isola di Lampedusa,  Agrigento, 20 km²
- Isola di Favignana,  Trapani, 19,8 km²